# إثيل سميث (موسيقية)
إثيل سميث (بالإنجليزية: Ethel Smith)‏ هي موسيقية أمريكية، ولدت في 22 نوفمبر 1902 في بيتسبرغ في الولايات المتحدة، وتوفيت في 10 مايو 1996 في بالم بيتش في الولايات المتحدة.

## وصلات خارجية
- إثيل سميث على موقع IMDb (الإنجليزية)
- إثيل سميث على موقع ميوزك برينز (الإنجليزية)
- إثيل سميث على موقع أول ميوزيك (الإنجليزية)
- إثيل سميث على موقع ديسكوغز (الإنجليزية)
- إثيل سميث على موقع قاعدة بيانات الفيلم (الإنجليزية)